# Ilias Chair
Ilias Emilian Chair (in arabo ايلياس تشاير‎?; Anversa, 30 ottobre 1997) è un calciatore marocchino, centrocampista del QPR e della nazionale marocchina.

## Biografia

### Vita privata
Chair è nato in Belgio da padre marocchino e madre polacca.

### Controversie
Il 23 febbraio 2024 è stato condannato a un anno di carcere per avere aggredito un camionista a cui ha causato una frattura cranica.

## Caratteristiche tecniche
Trequartista, può giocare anche in posizione più avanzata come esterno su entrambe le fasce. Dotato di una tecnica sopraffina e un'ottima visione di gioco, riesce a compiere alla perfezione l'ultimo passaggio risultando molto preciso negli assist. Agile e veloce, è dotato anche di un ottimo tiro da fuori, molto preciso, e anche di una buona capacità negli inserimenti grazie al suo essere scattante, pecca nella fisicità data la sua statura estremamente minuta.

## Carriera

### Club
Ha iniziato la propria carriera professionistica nel settore giovanile del Lierse con cui ha anche debuttato fra i professionisti il 9 agosto 2015 disputando all'età di 17 anni l'incontro di seconda divisione belga pareggiato 1-1 contro il Coxyde.
Il 31 gennaio 2017 è stato acquistato a titolo definitivo dal QPR ed è stato aggregato alla formazione Under-23 fino al termine della stagione. L'8 agosto seguente ha debuttato con il club bianco-blu subentrando a Luke Freeman al 63' dell'incontro di coppa di lega vinto 1-0 contro il Northampton Town
e, nonostante una stagione disputata principalmente con le riserve, è riuscito ad esordire anche in Football League Championship giocando la sfida persa 1-0 in casa del Preston N.E. del 2 dicembre. Il 9 febbraio 2018 ha prolungato il proprio contratto fino al 2020 e il 28 aprile seguente ha messo a segno la sua prima rete in carriera segnando il gol del sorpasso nella vittoria casalinga per 3-1 contro il Birmingham City. Al termine della stagione ha collezionato 7 presenze suddivise fra campionato e coppe.
Dopo 8 presenze disputate nella prima metà della stagione seguente, il 31 gennaio 2019 è stato ceduto in prestito allo Stevenage fino al termine della stagione. Divenuto presto titolare inamovibile, ha giocato sedici incontri consecutivi segnando sei gol e fornendo altrettanti assist, concludendo il torneo al decimo posto. Tornato al QPR, il 19 settembre 2019 ha rinnovato il contratto fino al 2023. ed è stato confermato in squadra in vista della stagione 2019-2020, dove si è rivelato uno degli uomini chiave del club giocando 41 incontri.

### Nazionale
Ha giocato nelle nazionali giovanili marocchine Under-20 ed Under-23.
Nel novembre del 2022, è stato convocato dal CT Walid Regragui per disputare la fase finale dei Mondiali in Qatar, in cui ha raggiunto il quarto posto finale con il Marocco. In seguito al risultato storico ottenuto, nel dicembre successivo Chair e il resto della rosa marocchina sono stati insigniti dell'Ordine del Trono durante un ricevimento al Palazzo Reale di Rabat.

## Statistiche

### Presenze e reti nei club
Statistiche aggiornate all'8 marzo 2025.
| Stagione        | Squadra         | Campionato      | Campionato | Campionato | Coppe nazionali | Coppe nazionali | Coppe nazionali | Coppe continentali | Coppe continentali | Coppe continentali | Altre coppe | Altre coppe | Altre coppe | Totale | Totale | Totale |
| Stagione        | Squadra         | Comp            | Pres       | Reti       | Comp            | Pres            | Reti            | Comp               | Pres               | Reti               | Comp        | Pres        | Reti        | Pres   | Reti   |        |
| --------------- | --------------- | --------------- | ---------- | ---------- | --------------- | --------------- | --------------- | ------------------ | ------------------ | ------------------ | ----------- | ----------- | ----------- | ------ | ------ | ------ |
| 2015-2016       | Lierse          | D2              | 2          | 0          | CB              | -               | -               | -                  | -                  | -                  | -           | -           | -           | 2      | 0      |        |
| 2017-2018       | QPR             | FLC             | 4          | 1          | FACup+CdL       | 1+2             | 0               | -                  | -                  | -                  | -           | -           | -           | 7      | 1      |        |
| 2018-gen. 2019  | QPR             | FLC             | 4          | 0          | FACup+CdL       | 2+2             | 0               | -                  | -                  | -                  | -           | -           | -           | 8      | 0      |        |
| feb.-giu. 2019  | Stevenage       | FL2             | 16         | 6          | FACup+CdL       | -               | -               | -                  | -                  | -                  | FLT         | -           | -           | 16     | 6      |        |
| 2019-2020       | QPR             | FLC             | 41         | 4          | FACup+CdL       | 2+2             | 0+1             | -                  | -                  | -                  | -           | -           | -           | 45     | 5      |        |
| 2020-2021       | QPR             | FLC             | 45         | 8          | FACup+CdL       | 1+1             | 0               | -                  | -                  | -                  | -           | -           | -           | 47     | 8      |        |
| 2021-2022       | QPR             | FLC             | 39         | 9          | FACup+CdL       | 1+3             | 0               | -                  | -                  | -                  | -           | -           | -           | 43     | 9      |        |
| 2022-2023       | QPR             | FLC             | 40         | 5          | FACup+CdL       | 1+1             | 0               | -                  | -                  | -                  | -           | -           | -           | 42     | 5      |        |
| 2023-2024       | QPR             | FLC             | 44         | 7          | FACup+CdL       | 0               | 0               | -                  | -                  | -                  | -           | -           | -           | 44     | 7      |        |
| 2024-2025       | QPR             | FLC             | 24         | 2          | FACup+CdL       | 1+0             | 0               | -                  | -                  | -                  | -           | -           | -           | 25     | 2      |        |
| Totale QPR      | Totale QPR      | Totale QPR      | 241        | 36         |                 | 20              | 1               |                    | -                  | -                  |             | -           | -           | 261    | 37     |        |
| Totale carriera | Totale carriera | Totale carriera | 259        | 42         |                 | 20              | 1               |                    | -                  | -                  |             | -           | -           | 279    | 43     |        |

### Cronologia presenze e reti in nazionale
| Cronologia completa delle presenze e delle reti in nazionale ― Marocco | Cronologia completa delle presenze e delle reti in nazionale ― Marocco | Cronologia completa delle presenze e delle reti in nazionale ― Marocco | Cronologia completa delle presenze e delle reti in nazionale ― Marocco | Cronologia completa delle presenze e delle reti in nazionale ― Marocco | Cronologia completa delle presenze e delle reti in nazionale ― Marocco | Cronologia completa delle presenze e delle reti in nazionale ― Marocco | Cronologia completa delle presenze e delle reti in nazionale ― Marocco |
| Data                                                                   | Città                                                                  | In casa                                                                | Risultato                                                              | Ospiti                                                                 | Competizione                                                           | Reti                                                                   | Note                                                                   |
| ---------------------------------------------------------------------- | ---------------------------------------------------------------------- | ---------------------------------------------------------------------- | ---------------------------------------------------------------------- | ---------------------------------------------------------------------- | ---------------------------------------------------------------------- | ---------------------------------------------------------------------- | ---------------------------------------------------------------------- |
| 8-6-2021                                                               | Rabat                                                                  | Marocco                                                                | 1 – 0                                                                  | Ghana                                                                  | Amichevole                                                             | -                                                                      | 76’                                                                    |
| 12-6-2021                                                              | Rabat                                                                  | Marocco                                                                | 1 – 0                                                                  | Burkina Faso                                                           | Amichevole                                                             | -                                                                      | 81’                                                                    |
| 2-9-2021                                                               | Rabat                                                                  | Marocco                                                                | 2 – 0                                                                  | Sudan                                                                  | Qual. Mondiali 2022                                                    | -                                                                      | 78’                                                                    |
| 6-10-2021                                                              | Rabat                                                                  | Marocco                                                                | 5 – 0                                                                  | Guinea-Bissau                                                          | Qual. Mondiali 2022                                                    | 1                                                                      | 67’                                                                    |
| 9-10-2021                                                              | Bissau                                                                 | Guinea-Bissau                                                          | 0 – 3                                                                  | Marocco                                                                | Qual. Mondiali 2022                                                    | -                                                                      | 61’                                                                    |
| 12-11-2021                                                             | Rabat                                                                  | Sudan                                                                  | 0 – 3                                                                  | Marocco                                                                | Qual. Mondiali 2022                                                    | -                                                                      | 85’                                                                    |
| 16-11-2021                                                             | Rabat                                                                  | Marocco                                                                | 3 – 0                                                                  | Guinea                                                                 | Qual. Mondiali 2022                                                    | -                                                                      | 80’                                                                    |
| 18-1-2022                                                              | Yaoundé                                                                | Gabon                                                                  | 2 – 2                                                                  | Marocco                                                                | Coppa d'Africa 2021 - 1º turno                                         | -                                                                      | 31’                                                                    |
| 9-6-2022                                                               | Rabat                                                                  | Marocco                                                                | 2 – 1                                                                  | Sudafrica                                                              | Qual. Coppa d'Africa 2023                                              | -                                                                      | 68’                                                                    |
| 27-9-2022                                                              | Siviglia                                                               | Paraguay                                                               | 0 – 0                                                                  | Marocco                                                                | Amichevole                                                             | -                                                                      | 84’                                                                    |
| 17-11-2022                                                             | Sharja                                                                 | Marocco                                                                | 3 – 0                                                                  | Georgia                                                                | Amichevole                                                             | -                                                                      | 63’                                                                    |
| 17-12-2022                                                             | Al Rayyan                                                              | Croazia                                                                | 2 – 1                                                                  | Marocco                                                                | Mondiali 2022 - Finale 3º posto                                        | -                                                                      | 46’                                                                    |
| 12-6-2023                                                              | Rabat                                                                  | Marocco                                                                | 0 – 0                                                                  | Capo Verde                                                             | Amichevole                                                             | -                                                                      | 76’                                                                    |
| Totale                                                                 |                                                                        | Presenze                                                               | 13                                                                     |                                                                        | Reti                                                                   | 1                                                                      |                                                                        |